# Рюэн, Аннар
Аннар Рюэн (норв. Annar Ryen; 19 октября 1909 года, Ус — 9 марта 1985 года, Эстердален) — норвежский лыжник, чемпион мира.

## Карьера
На чемпионате мира 1937 года завоевал золотую медаль в эстафетной гонке. В 1940 году был награждён престижнейшей Холменколленской медалью, которой награждаются наиболее выдающиеся спортсмены лыжных видов спорта. В 1936 году победил на 5-милевой дистанции в Лахти, и стал первым не финским лыжником победившим на этих соревнованиях.